# Aeroportul Quimper – Cornouaille
Aeroportul Quimper – Cornouaille (IATA: UIP, ICAO: LFRQ) este un aeroport din Pluguffan, Cantonul Quimper-3, Arondismentul Quimper, Finistère, Bretania, Zona de apărare și securitate Vest⁠(d), Franța metropolitană, Franța ce deservește zona Quimper. Aeroportul a fost tranzitat în 2022 de 18.764 de pasageri. A fost numit după zona deservită.
Situat la o altitudine de 91 m, aeroportul dispune de 1 pistă.

## Infrastructură

### Piste
Aeroportul dispune de o singură pistă. Pista 10/28 are suprafața de asfalt și dimensiunile 2.150 m × 45 m. 